# لیم بویس
لیم بویس (انگلیسی: Liam Boyce؛ زادهٔ ۸ آوریل ۱۹۹۱) بازیکن فوتبال اهل بریتانیا است.
از باشگاه‌هایی که در آن بازی کرده‌است می‌توان به باشگاه فوتبال کلیفتون‌ویل اشاره کرد.
وی همچنین در تیم‌های ملی فوتبال Northern Ireland national under-19 football team، زیر ۲۱ سال ایرلند شمالی، و ایرلند شمالی بازی کرده‌است.